# کلیسای سارگیس مقدس، نور نورک
کلیسای سارگیس مقدس، نور نورک (ارمنی: Սուրբ Սարգիս Եկեղեցի) یک کلیسای حواری ارمنی است که ناحیه نور نورک شهر ایروان در کشور ارمنستان واقع شده است. ساخت این کلیسا در سال ۱۹۹۸ میلادی آغاز شد. کلیسای سارگیس مقدس بر اساس طرحی از باغداسار آرزومانیان ساخته شده است. نقاشی «مادر مقدس و مسیح کودک» در محراب کلیسا توسط گریگور خانجیان صورت گرفته است. بلندی گنبد اصلی این کلیسا ۲۳ متر می‌باشد نمازخانه کلیسا با مساحتی حدود ۳۲۸ مترمربع، چندضلعی و نورانی است. ستون نمازخانه نقش برجسته نمادین ۱۲ حواری مسیحی را داراست.

## نگارخانه

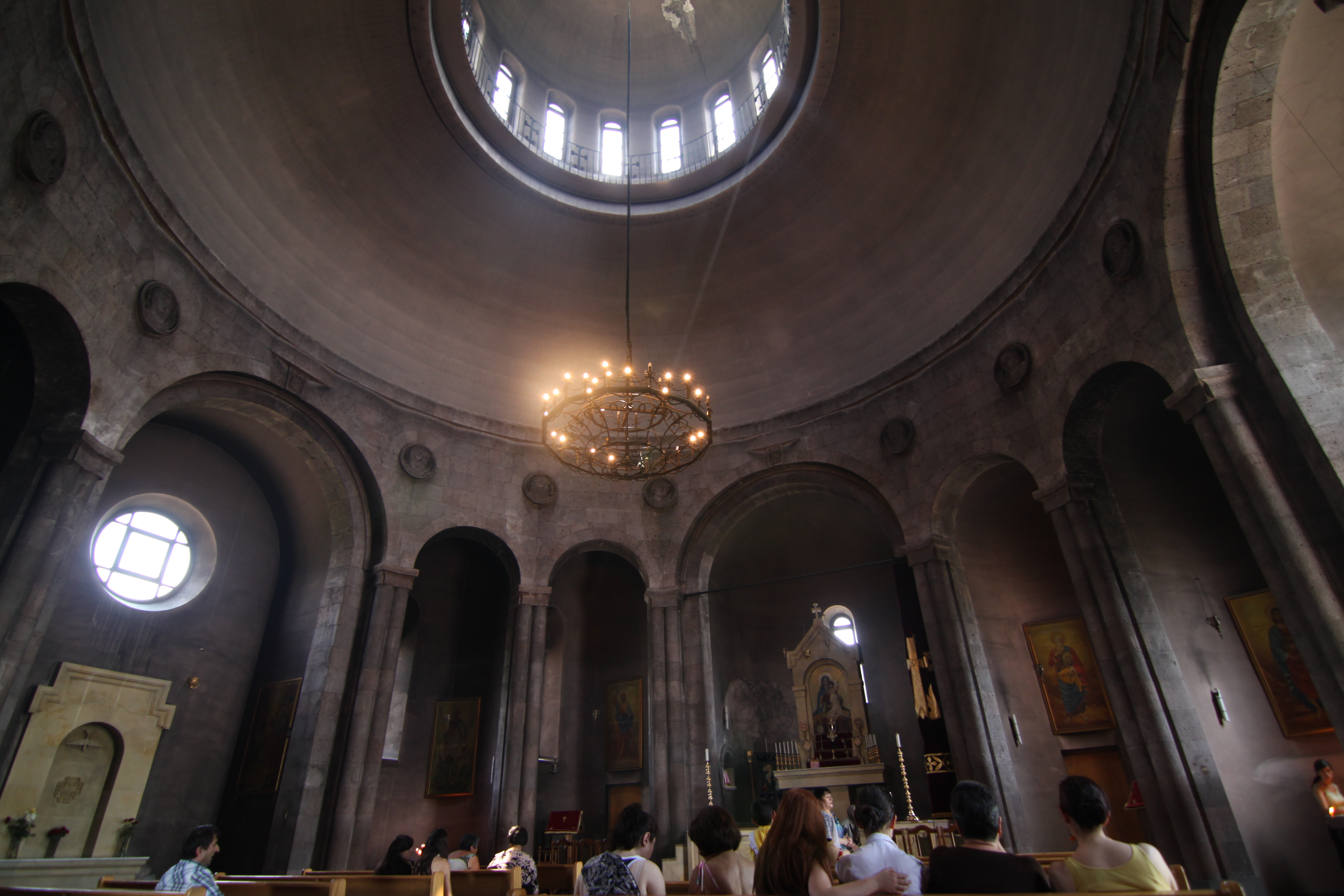
نمایی از گنبد و محراب
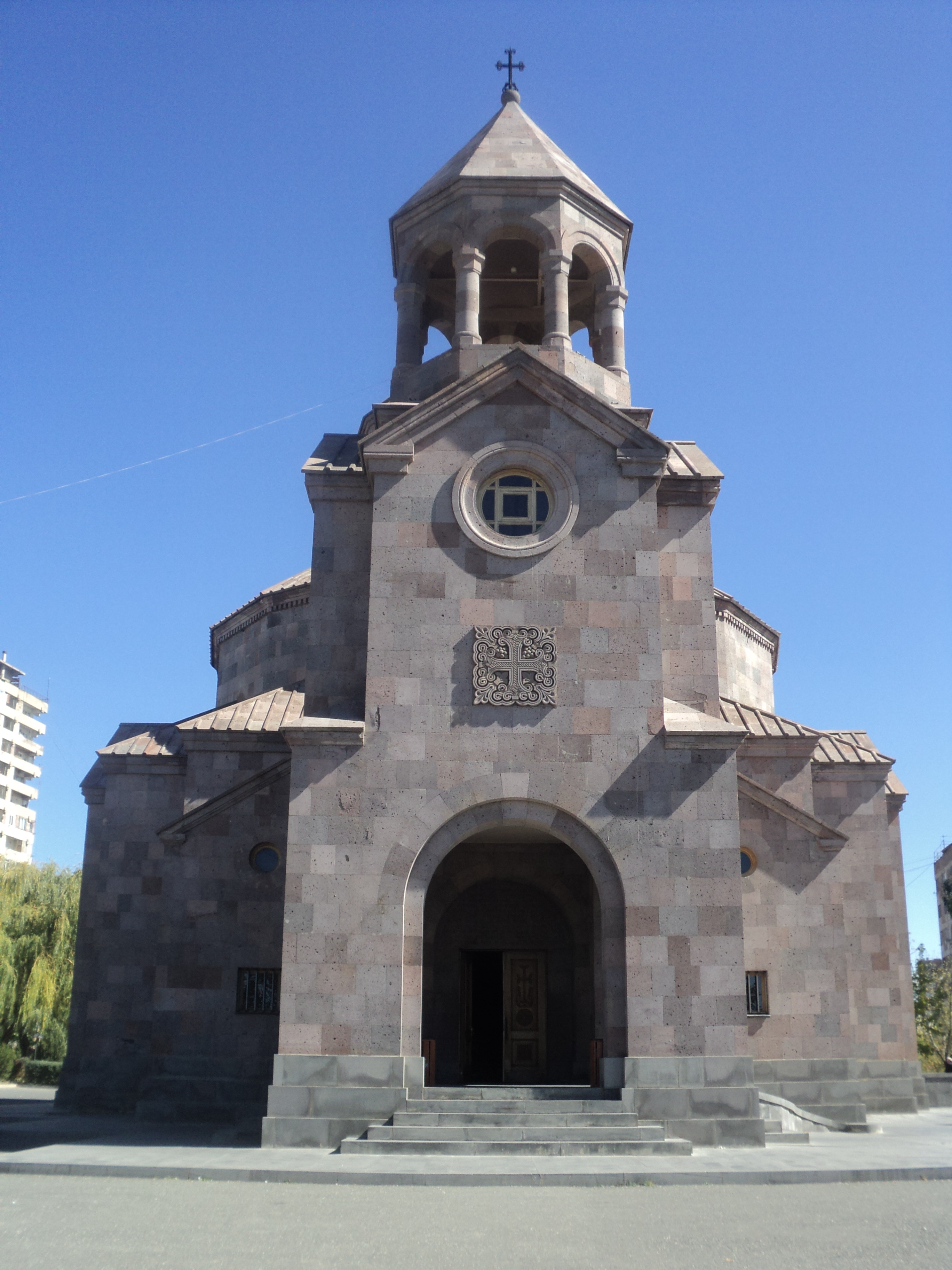
نمای سر در